# 乌克兰化
乌克兰化（羅馬化：Ukrainizatsiia）是指乌克兰政府增加乌克兰语的使用和促进乌克兰文化发展的政策，具体表现在公共生活的各个领域，如：教育，出版，政府和宗教。
这一术语，最突出时代为20世纪20年代苏联的同化政策，以加强对其境内的乌克兰苏维埃社会主义共和国和俄罗斯苏维埃联邦社会主义共和国南部地区的统治。乌克兰历史虽然有些不同的目标和历史背景，但乌克兰化政策在二十世纪的几个不同时期的以各种形式进行。
乌克兰化通常被认为是应对和手段，以解决消除在的许多公共生活领域对乌克兰语和文化上的同化压迫政策，最常见的为俄罗斯帝国和苏联的俄罗斯化政策时代，而且还包括一些西乌克兰地区的波兰化和罗马尼亚化。
独立之后，乌克兰政府开始奉行乌克兰化政策，增加了乌克兰语的使用，同时阻止俄语，已逐渐挤压出该国的教育系统、政府与国家电视台，电台节目和电影之外。
乌克兰《教育法》规定乌克兰家庭（父母和子女）有权选择本土语言学校和学习本土语言。

## 1917年至1923年：俄国革命后
随着俄罗斯帝国被1917年的俄国革命灭亡后，乌克兰与整个俄罗斯出现了混乱局面，新的国家认同意识发达起来，乌克兰开展了独立国家的斗争。在那个混乱的伟大战争与革命变迁时期，一个新兴的乌克兰国家出现，但在初期，国家的生存没有保障。因为中央拉达的管理机构刚刚建立，国家处于外部势力干涉和内部斗争，乌克兰只能进行有限的文化发展。然而，在现代历史上乌克兰第一次有了自己的政府和乌克兰语获得了国家事务上的使用。
由于德国支持的政变（1918年4月29日）最终推翻了拉达，一个由帕夫洛·斯科罗帕德斯基领导的政权成立。当时斯特洛帕德斯基他自己与这个政府只是相对的稳定， 虽然作为沙皇军队的前军官，说俄语而不是乌克兰语， 但斯特洛帕德斯基成功地发起了一个令人印象深刻的乌克兰文化和教育计划，印刷了百万乌克兰语教科书，并建立了许多乌克兰学校，两所大学和一所乌克兰科学院。后者建立了一个拼写法和术语委员会，开创了乌克兰语拼写方法和术语的专门学术研究机构。
德国撤离后，斯特洛帕德斯基的统治也结束了，政府首脑换成西蒙·彼得留拉。然而，同一时间乌克兰则淹没在新的两个外来邻国侵犯中，从东方来的布尔什维克部队和西方来的波兰部队，国家往往受到两边政治意识形态支持的武装团伙蹂躏。这个国家缺少一个统一的政府来实施语言和文化政策。

## 乌克兰蘇維埃时代早期（1923年至1931年）

1920年代初乌克兰语分布

随着布尔什维克占领乌克兰，早期苏联政府承认原俄罗斯帝国内民族运动的合理。在试图确定和巩固其权力时，布尔什维克政府更关心前帝国民族革命运动中的政治反对派。此外，还停止了俄罗斯帝国以前的同化政策，以帮助改善苏联形象，促进政府和普通民众之间的关系。
直到二十世纪30年代，由于已知布尔什维克的“本土化”政策使乌克兰民族文化有着广泛的复兴。在这些令人印象深刻的乌克兰化计划在整个共和国实行多年。在这种情况下，乌克兰国家构想开始继续发展，甚至传播到了广阔东部和南部乌俄混居传统领土地区，使之成为了乌克兰苏维埃共和国的一部分。
经过周密考虑的全乌克兰人民委员会法令“关于对教育和文化机构乌克兰化的执行法令”（1923年7月27日）被认为是乌克兰化计划的开始。在（8月1日）法令颁布不久，“关于覆行对语言的平等权利和简化乌克兰语”的命令授权覆行乌克兰语到国家各级机构。最初，该计划遭遇到乌克兰共产党的一些抵制，主要是这个时候非乌克兰人在党内很多。通过变动成乌克兰党代表后，在领导的压力下阻力在1925年得以克服通过。1925年4月，党中央委员会通过了关于乌克兰宣布为“决议乌克兰化的目的，凝结成工人阶级与农民阶级的联盟”，以及支持一个全新的乌克兰苏维埃制度。在1925年4月30日，党和工会通过一项联合宗旨在于“苏联政府完成乌克兰化”的决议。乌克兰人民教育委员（Narkomis）负责监督乌克兰化政策的实施。在1923年到1927年由亚历山大·舒姆斯基任教育委员，在1927年米科拉·斯克里普尼克取代了舒姆斯基，这两个人士最符合确定中的政策。
迅速发展的乌克兰语基础教育体系大大提高了乌克兰农村人口的识字率。到1929年，乌克兰有超过97%的高中生接受乌克兰语高中教育，1934年文盲率由47％（1926年）下降至8％。
同时，新脱盲的乌克兰族移居到城市，使城市在人口和教育上迅速且广泛地乌克兰化。当时的苏维埃乌克兰首都哈尔科夫，乌克兰族人口比例在1923年至1933年，从38％提高到50％。类似的增加情况也发生在其他城市，基辅从27.1％到42.1％，第聂伯罗彼得罗夫斯克从16％至48％，敖德萨从16％至48％，卢甘斯克从7％至31％。
同样的扩张也体现在乌克兰语出版物的增加和乌克兰文化生活整体的繁荣。截至1931年，乌克兰有88座剧院，其中乌克兰语有66座，犹太人（依地文）有12座和俄语剧院有9座。在此之前，几乎没有乌克兰文报纸，而到1922年，在乌克兰境内发行的466种报纸中占有373种，而其中俄语报纸只有3种。在118种杂志中，乌克兰文有89种。而乌克兰化出版图书更是占到了总数的83％。
最重要的是，深入贯彻乌克兰化是通过政府机构，并逐步在乌克兰人中发展乌克兰共产党成员和党的领导干部，实施作为本土化政策的一部分。同时，继续鼓励在工作场所和政府事务中使用乌克兰语。虽然最初，党和政府机构主要是讲俄语，20世纪20年代底乌克兰人已占乌克兰共产党半数，Borotbists加入壮大了人数，一个尝试乌克兰土著"独立主义"以及非布尔什维克共产党形成。
| 年份 | 共产党员 与共产党候选人 | 乌克兰人 | 俄罗斯人 | 其他 (大部分是犹太人) |
| ---- | ----------------------- | -------- | -------- | --------------------- |
| 1922 | 54,818                  | 23.3%    | 53.6%    | 23.3%                 |
| 1924 | 57,016                  | 33.3%    | 45.1%    | 14.0%                 |
| 1925 | 101,852                 | 36.9%    | 43.4%    | 19.7%                 |
| 1927 | 168,087                 | 51.9%    | 30.0%    | 18.1%                 |
| 1930 | 270,698                 | 52.9%    | 29.3%    | 17.8%                 |
| 1933 | 468,793                 | 60.0%    | 23.0%    | 17.0%                 |

在全乌委员会，中央执行委员会，以及州一级政府，乌克兰人的比例达到50.3％，而1934年委员会人数的比例达到68.8％。在城市和乡村两级，乌克兰人在当地政府机构代表达分别为56.1％和86.1％。至于其他政府机构，乌克兰化政策下增加的乌克兰的代表如下：全共和国人民委员会（部委）官员中占70-90％，州行政机构部门中占50％，委员比例中占64%，司法机构中占62％，执法警队中占58％。
在武装部队企尝试乌克兰化，红军部队服务在乌克兰和国外，虽然不太成功但还是温和地开展进行。在哈尔科夫组织红军指挥学校（Shkola Chervonyh Starshyn）以促进乌克兰人在军队中的干部培训。在乌克兰军区乌克兰报“Chervona Armiya”中发表，直到20世纪30年代。也积极努力引进和扩大乌克兰术语在乌克兰红军部队中的沟通。这些政策甚至到达了在苏联其他地区服役的乌克兰部队，例如在苏联太平洋舰队中有一个乌克兰系统负责人谢苗·鲁德涅夫。
同时，尽管全苏实行反宗教运动，乌克兰国东正教已创建乌克兰独立东正教会（见乌克兰基督教史）。布尔什维克政府最初的目标是打击镇压俄罗斯东正教会，后来认为经妻由打击，俄罗斯帝国复辟的基石已不存在，他们由最初的强烈反对对政权转变政转为怀疑政现政权的。因此，政府容忍新乌克兰国公民有一段去教堂的时间，以获得乌克兰一大批农民追随者。
乌克兰化甚至远达到俄罗斯苏维埃联邦社会主义共和国南部地区 ，特别是顿河和库班河流域（库班地区就是今天的克拉斯诺达尔边疆区全部和斯塔夫罗波尔边疆区罗斯托夫州部分地区，这里的乌克兰人曾经占到当地总人口的55%，为当地最大民族，但后来被强行俄罗斯化了），其中混居人口地区方言受到乌克兰语的强烈影响。乌克兰语教师，刚刚从苏联的高等教育机构毕业，被派往往这些地区的俄语学校开展作为第二语言的乌克兰语教育。当地有乌克兰语言出版物，高校开设了研究部门研究乌克兰语。总之，这些政策在俄罗斯南部35个行政区得以彻底执行。

## 1930年代至80年代中期
30年代初开始，乌克兰化政策突然血腥逆转。“乌克兰资产阶级民族主义”被宣布为乌克兰的首要问题。大量乌克兰报纸、刊物，和学校教学语言变换成俄语。乌克兰绝大部分著名学者和文化界领导人被清洗，因为共产党是乌克兰的一部分。
随后的五十年间大部分时间实行对乌克兰语和文化进行迫害和清洗的政策，苏联乌克兰只有彼得·叶菲莫维奇·谢列斯特领导的十年（1963－1972）是个例外。
60年代中期的特点是在政府在温和努力乌克兰化，在教育、出版和文化上使乌克兰语死灰复燃。
最终，撤消所有乌克兰化的影响，乌克兰再次逐渐俄化，其程度与俄罗斯帝国时代相当。这些政策只是在中期至80年代末有所软化，直到20世纪90年代乌克兰重新独立后才被完全扭转。

## 乌克兰独立后

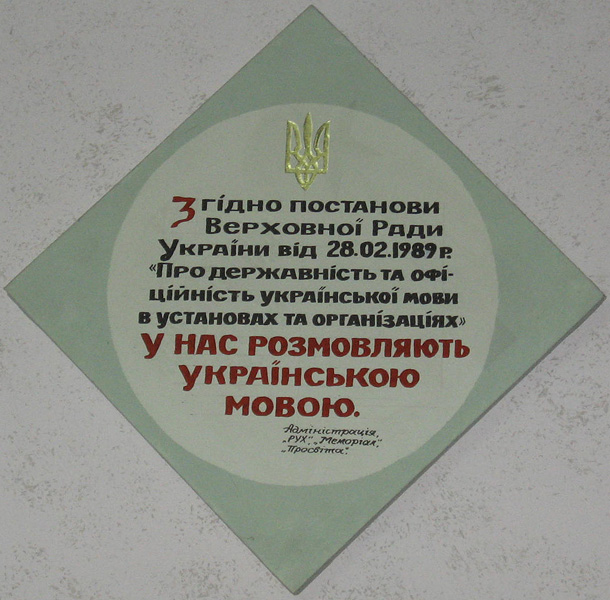
利沃夫医院的一块公告牌以乌克兰语写道：根据乌克兰议会于1989年2月28日《关于在国家以及官方性质机构和组织使用乌克兰语》的决议，在这里我们说乌克兰语。

1989年10月28日，乌克兰苏维埃社会主义共和国最高苏维埃修改了宪法，并通过了《语言法》。乌克兰语言被宣布为唯一的官方语言，而在乌克兰通行的其他语言也得到宪法的保护。政府有义务创造必要的环境发展和使用乌克兰语和其他族裔群体语言，包括俄语。允许合法的在相应的种族聚居区的地方机构驻地使用乌克兰语以及其他语言。乌克兰公民都有权使用本民族或任何其他语言，各种机构和组织都有义务处理以乌克兰语，俄语，或在另外一种语言，或者各方可接受语言的工作。随苏联解体而乌克兰独立后的法律，在做一些轻微的修改后，在独立的乌克兰仍然有效。
1996年通过的新乌克兰宪法，正式确认乌克兰语的国家语言地位，保证其自由使用，保护俄语和乌克兰其他少数民族语言。
语言问题仍然引起争议。例如2008年5月20日，顿涅茨克市议会通过一项限制乌克兰语言教育在城市扩展的决议。第二天，市检察官宣布决定是非法的和市长宣布暂停，两天后市议会逆转

### 教育制度乌克兰化
| 年份      | 乌克兰语 | 俄语  |
| --------- | -------- | ----- |
| 1991      | 45%      | 54%   |
| 1996      | 60%      | 39.2% |
| 1997      | 62.7%    | 36,5% |
| 1998      | 65%      | 34.4% |
| 1999      | 67.5%    | 31.8% |
| 2000      | 70.3%    | 28.9% |
| 2001      | 72.5%    | 26.6% |
| 2002      | 73.8%    | 25.3% |
| 2003-2004 | 75.1%    | 23.9% |

乌克兰独立后的政府实施扩大使用乌克兰语的政策，以及规定逐步扩大乌克兰语在媒体和商业上的作用。最重要的意义是政府的共同努力，落实乌克兰语作为国家唯一的官方语言，并纳入国家教育体系。尽管宪法规定，教育法（准许乌克兰家庭（父母和子女）有权选择学校学习他们的母语）以及语言法（保证保护乌克兰所有的语言）教育体制逐步由一个只是部分乌克兰语系统，重塑到一个绝大部分是如此。俄罗斯语言仍在研究并作为各中学必修课，包括作为主要语言学习的乌克兰语。
在1990－1991年，在中学生接受第一语言是乌克兰语教育的人数为47.9％（在乌克兰独立前上一学年）。到1999年，提高到的67.4％。到2003－2004学年则为75.1%（见表1）。乌克兰化在高等教育机构取得了更大的成果，在1990－1991年仅仅只有7％的学生用乌克兰语教学。到2003－2004年，在乌克兰学院和技术专科学校学习的学生达到87.7％，在最高水准的大学学习的学生达到80.1％（见表2）。
乌克兰各地教育机构的乌克兰化程度不一，在乌克兰西部16个州的12,907所学校中，只有26所俄语学校。在基辅的452所学校中，有6所使用俄语作为教学主要语言的学校（根据2006年调查，在基辅人的家庭语言里，有23%的家庭使用乌克兰语，52%的家庭使用俄语，24%的家庭使用乌俄双语）。顿巴斯地区接受俄语教育生比例被认为大致相当于人口的比例，并且把俄语作为他们的母语，在克里米亚的中学生绝大多数是教授俄语。在高等教育机构有着类似的分布，但后者似乎更加乌克兰化。
|           | 较底水平认证机构 高等(学院与技术专科学校) | 较底水平认证机构 高等(学院与技术专科学校) | 最高级别认证机构 一级大学 | 最高级别认证机构 一级大学 |
| 年份      | 乌克兰语                                  | 俄语                                      | 乌克兰语                  | 俄语                      |
| --------- | ----------------------------------------- | ----------------------------------------- | ------------------------- | ------------------------- |
| 2000-2001 | 78%                                       | 22%                                       | 73.4%                     | 26.5%                     |
| 2001-2002 | 80%                                       | 20%                                       | 76.3%                     | 23.6%                     |
| 2002-2003 | 81.8%                                     | 18.2%                                     | 77.8%                     | 22.1%                     |
| 2003-2004 | 83.4%                                     | 16.6%                                     | 78.7%                     | 21.2%                     |
| 2004-2005 | 87.7%                                     | 16.2%                                     | 80.1%                     | 19.9%                     |

乌克兰独立后第一个十年中学生乌克兰化教育获得的份额（从47.9％至67％）相当于土著乌克兰人口数量的67.5％。直到今天学校继续由俄语转移到乌克兰语。在20世纪90年代末，乌克兰50%的职业学校学生，62%的学院学生，以及67%的大学学生（参见，1991年在7%）以乌克兰语学习。并在随后的5年里人数进一步增加（见表）。
在某些情况下，教育机构不断变化的教学语言，导致同化的指控，主要由讲俄语的居民提出。尽管如此，在几个其他前苏联加盟共和国的去俄罗斯化过渡是逐渐的，以及缺乏包围着许多争议，在乌克兰的看法仍然喜忧参半，尤其是在乌克兰非说俄语传统地区。

### 乌克兰化与大众媒体/娱乐
自2004年起，政府對俄语电视和电台节目施加限制，要求俄语节目需要加上乌克兰語翻译或字幕。当地电台和电视台如果能夠证明他们有俄语观众，仍可播放俄語节目。有反对派反对这个禁令。現時禁令已全面實施，但电影院和电视台播放的俄语电影大多數是配上字幕。以往非俄語非乌克兰語电影可以配上俄語，但是現在只能以烏克蘭語配音或配上烏克蘭語字幕。乌克兰当局对禁令辩解说，其目的是发展乌克兰本土分销产业，以及给乌克兰分销商“muscle”自己谈判交易购买外国电影。在乌克兰的俄罗斯经销商控制着90%的外国电影放映，趋向于提供俄语配音或字幕，一部分更广泛的分布在俄罗斯或前苏联领土。乌克兰电影基金会主任Andriy Khalpakhchi声称“一些在柏林电影市场的欧洲销售人员报告说，俄罗斯买家已经在威胁着不要购买电影，如果他们不使用俄罗斯的分銷渠道而直接售予乌克兰人”。尽管早先担心电影强制乌克兰语配音会有问题，但2009年第1季度与去年同期相比，乌克兰电影数量和观众大幅飙升了40%。
从2008年11月1日以来，几个俄罗斯电视频道不合法的在乌克兰播出，乌克兰国家电视及广播电台机构的主要根据是因为频道播出广告。勒令电视频道乌克兰经销商传送符合乌克兰明文规定的广播。第一频道与Ren TV被授予的临时广播许可，而一个单独的版本RTR Planeta为乌克兰电视观众在2009年10月特别创建。

### 乌克兰化与政治

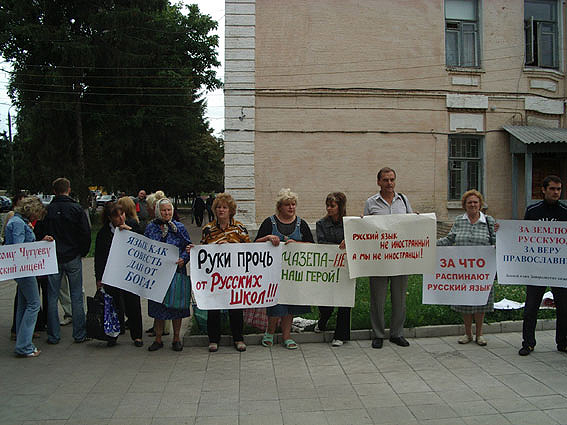
在哈爾科夫州丘胡伊夫，亲俄的社团积极分子抗议将俄语公立学校乌克兰化（攝於2005年）

在1994年和2004年的两次总统选举中，乌克兰的语言是一个重要的选举议题。1994年，主要反对党候选人列昂尼德·库奇马企图扩大他的政治诉求，表示了支持俄语成为第二官方语言的想法，以及希望改善自己的乌克兰语知识。除了经济停滞，可能语言方面的议题也导致库奇马在大选中获胜。但隨著他的乌克兰语知识明显增進，库奇马在他担任总统的10年间，并没有按照他的承诺将俄语列為国家官方语言。
地区党領導人维克托·亚努科维奇在2004年竞选時承诺以俄语作为第二官方语言，可能增加了他的票源，但是竞选对手在竞选期间批驳，如果這是他的優先考慮事項，亚努科维奇應該在他擔任乌克兰总理时就已采取步骤逐步實現。亚努科维奇最终输掉了对尤先科的总统选举，但當時他领导的地区党在乌克兰议会仍是最大党。尤先科在竞选期间强调，他被他的反对派常常描绘成一个积极推动关闭俄语学校者是完全毫无根据的，他认为学校语言问题，以及教堂语言应由当地社区决定。然而，在尤先科总统任期的教育机构继续从俄语转移到乌克兰语。

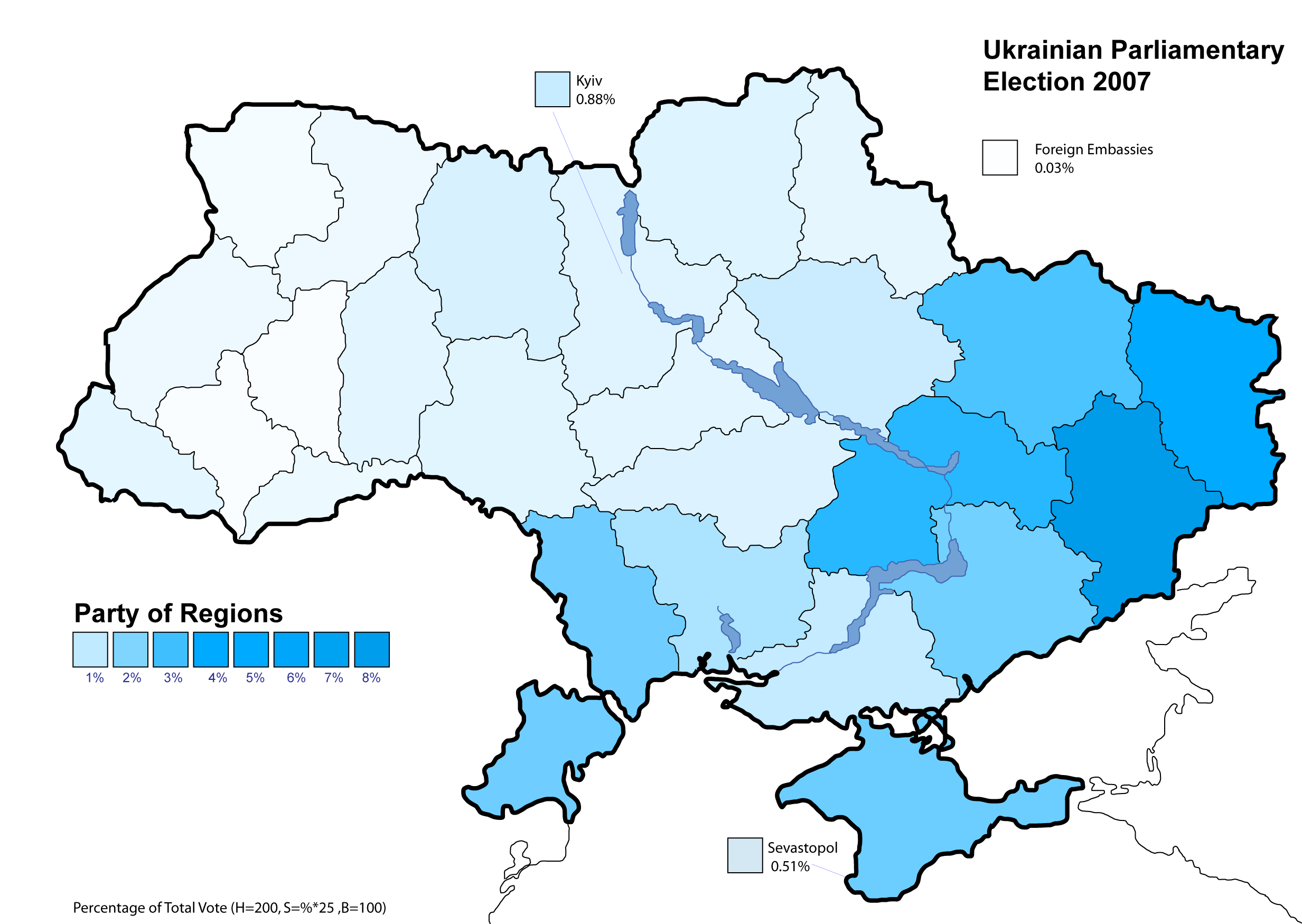
地图为地区党在乌克兰2007议会选举的结果，表明其主要选民在俄语区占优势。

在2006年议会选举中反对党再次提出俄语在乌克兰的地位。主要反对党地区党承諾在国家和地区採用两种官方语言－乌克兰语和俄罗斯语。在国家層级，这項變革需要修訂乌克兰宪法第10条，这是該党希望达到的目标。先前的哈尔科夫，及之後在其他东南部地区，如顿涅茨克、第聂伯罗彼得罗夫斯克、卢甘斯克、尼古拉耶夫和克里米亚等由地區黨（和一些辅助小党）贏得地方議會選舉的地區，宣布俄语作为一个区域语言，理由是乌克兰于2003年批准欧洲区域和少数民族语言宪章。但中央政府质疑这些地方议会的行动，声称他们超越了自己的权力。在第聂伯罗彼得罗夫斯克，法院已查明市议会采用俄语作为一个区域的语言是不合法的，但对当地俄语地位的法律战仍有待解决。
在2006年乌克兰议会危机，执政联盟瓦解后，亚努科维奇重回总理宝座，尤先科总统與最有影响力的几个政党领导人所签署的“民族团结联盟”宣布乌克兰将继续以乌克兰语为官方语言。然而，但在联盟签署一周之内后，议会批准亚努科维奇为乌克兰总理，其在索契（俄罗斯）的一个记者招待会上表示将俄语作为国家第二语言仍然是他党的目标，即使在不久的将来無法看到它实现，因为这样的改变需要修改宪法，目前在拉达（乌克兰议会）中還尚未取得多數
在为乌克兰2010年总统选举的竞选活动期间，亚努科维奇首先表示，如果他能当选总统，他然后将尽一切努力以使俄语在乌克兰成为第二官方语言，但在后来竞选期间他在接受生意人报采访时表示，俄语在乌克兰“过于政治化”，并说如果在2010年当选总统，他将“有真正有机会通过关于语言的法律，实现欧洲区域语言宪章的要求”。他暗示，这些法律将需要乌克兰议会的226票（乌克兰宪法改变需要50％而不是75％的选票票数 ）。

### 法律与乌克兰化
根据乌克兰在2005年颁布的民事和行政程序，所有法律和法庭程序將以乌克兰语进行。然而这并不限制其他语言的使用，法律保障公民被告或证人所需的任何语言和口译服务。然而在2005年9月6日，俄罗斯外交部批评这项措施，声明表示有关改变侵犯了讲俄语的乌克兰公民权利。作为回应，乌克兰外交部第一副部长弗拉基米尔·奥格雷兹科表示他對於俄罗斯外交部的评论感到驚訝。在他的发言援引俄语指出，俄语用于每一个国家权力机构和地方自治政府以及公共组织法的规定。奥格雷兹科说，这个完全是乌克兰的内政问题。